# デリスクエア
デリスクエアは、愛知県名古屋市千種区今池1丁目にあるユニー株式会社が運営する、ユニー初のフードテラス型ショッピングセンターである。核店舗はピアゴ ラ フーズコア今池店。

## 概要
2011年（平成23年）5月に閉店した「ピアゴ今池店」に10億円を投じ、地上7階建て地下1階の建物を2階建て地下1階に減築するなど、大幅に改造して耐震性を向上させている。2013年（平成25年）11月15日に約2年半のブランクを経て再開店。地階に直営の都市型小型食料品スーパー「ピアゴ ラ フーズコア今池店」が入り、1階と2階の非直営専門店街15店のうち12店を飲食店としている。
ストアコンセプトを「食の満足+サービスを提供」としており、内食・中食・外食のマーケットに対応するショッピングセンターとしている。
総合GMS企業のユニーにとって、初めて食品に特化した新たな営業形態であり、かつてピアゴ今池店で扱っていた衣料品・生活雑貨などは非扱いとなった。
入居テナントについては、公式サイトのショップガイドを参照。

## 交通
- 名古屋市営地下鉄東山線・桜通線 今池駅9番出口より徒歩1分。